# Hannah Montana Forever (bande originale)
Albums de Hannah Montana (Miley Cyrus)
Hannah Montana 3
Singles
1. Are You Ready (Superstar)
Sortie : 13 mai 2010
2. Ordinary Girl
Sortie : 8 juillet 2010
3. I'm Still Good
Sortie : 18 août 2010
4. Que Será
Sortie : 3 septembre 2010
5. Gonna Get This (feat. Iyaz)
Sortie : 5 octobre 2010

Hannah Montana Forever est la bande originale de la quatrième et dernière saison de la série Hannah Montana.
La chanson Are You Ready est présente sur l'album Hannah Montana 3 en tant que piste bonus.

## Titres

### Standard edition
| 1.  | Gonna Get This (featuring Iyaz)                            | Niclas Molinder, Joacim Persson, Johan Alkenas, Drew Ryan Scott      | 3:17 |
| 2.  | Que Será                                                   | Toby Gad, BC Jean, Denise Rich                                       | 3:00 |
| 3.  | Ordinary Girl                                              | Toby Gad, Arama Brown                                                | 2:58 |
| 4.  | Kiss It Goodbye                                            | Molinder, Persson, Jakob Hazell, Charlie Masson, Christoffer Wikberg | 2:45 |
| 5.  | I'll Always Remember You                                   | Mitch Allan, Jessi Alexander                                         | 3:53 |
| 6.  | Need a Little Love (featuring Sheryl Crow)                 | Jamie Houston                                                        | 3:55 |
| 7.  | Are You Ready                                              | Toby Gad, BC Jean, Lyrica Anderson                                   | 3:16 |
| 8.  | Love That Lets Go (Miley Cyrus)(featuring Billy Ray Cyrus) | Adam Anders, Nikki Hassman                                           | 3:07 |
| 9.  | I'm Still Good                                             | Jennie Lurie, Aris Archontis, Chen Neeman                            | 3:18 |
| 10. | Been Here All Along                                        | Jennie Lurie, Aris Archontis, Chen Neeman                            | 4:02 |
| 11. | Barefoot Cinderella                                        | Houston, James Dean Hicks                                            | 2:57 |

### Special edition
| 12. | Wherever I Go (Solo Version)           | 3:29 |
| 13. | Wherever I Go (featuring Emily Osment) | 3:32 |

## Singles
- 14 février 2010  : Are You Ready (Superstar)
- 2 juillet 2010  : Ordinary Girl
- 13 août 2010 : I'm Still Good
- 3 septembre 2010 : Que Será
- 17 septembre 2010 : Gonna Get This (feat. Iyaz)
- 5 décembre 2010 : Wherever I Go (feat. Emily Osment) + Barefoot Cinderella

## Clips Vidéo
- 2 juillet 2010 : Ordinary Girl
- 30 août 2010 : Que Será

## Apparitions dans la série
| Épisode | Titre                                                 | Durée |
| ------- | ----------------------------------------------------- | ----- |
| 1       | Are You Ready (Superstar) par Hannah Montana          | 0:30  |
| 2       | Ordinary Girl par Hannah Montana                      | 1:00  |
| 5       | Need A Little Love par Hannah Montana ft. Sheryl Crow | 1:00  |
| 6       | Been Here All Along par Hannah Montana                | 3:00  |
| 6       | I'm Still Good par Hannah Montana                     | 1:30  |
| 6       | Que Sera par Hannah Montana                           | 0:25  |
| 6       | Love That Lets Go par Miley Cyrus ft. Billy Ray Cyrus | 2:00  |
| 8       | Que Sera par Hannah Montana                           | 0:25  |
| 8       | Gonna Get This par Hannah Montana ft. Iyaz            | 1:30  |

## Concert Live
Un concert improvisé a été organisé et toutes les chansons de la bande originale ont été jouées.